# Stolnica sv. Patrika, Auckland
Stolnica sv. Patrika in sv. Jožefa (običajno znana kot stolnica svetega Patrika) je katoliška cerkev, ki je na seznamu dediščine v Aucklandu CBD, na vogalu Federal Street in Wyndham St. Je matična cerkev rimskokatoliške škofije Auckland in sedež aucklandskega škofa.
Leta 1841 je zemljišče pridobil škof Jean-Baptiste Pompallier, prvi katoliški škof na Novi Zelandiji. Lesena kapela je bila zgrajena leta 1843, zamenjana s kamnito cerkvijo leta 1848, ki je bila razširjena leta 1884 in končno nadomeščena s sedanjo stolnico leta 1907. Cerkev je bila določena za stolnico leta 1848 in posvečena leta 1963.
Stolnica je bila 6. septembra 1984 registrirana kot zgodovinski kraj I. kategorije s strani Heritage New Zealand.

## Izvor
Cerkev stoji na prvotnem mestu, ki ga je 1. junija 1841 podelila krona Jeanu-Baptistu Pompallierju, prvemu škofu. Hišo in šolsko sobo (prvi objekt, pripravljen za uporabo) so odprli in blagoslovili 29. januarja 1843. Kmalu so se začela dela na trajnejši cerkvi. Leta 1845 je avstralski arhitekt Walter Robinson prispel v Auckland na spodbudo Pompallierja in dobil je naročilo za načrtovanje kamnite cerkve. Nova cerkev je bila zgrajena na prvotno podeljenem zemljišču in je na vogalu Chapel Street (zdaj Federal Street) in Wyndham Street.
Sprva imenovana kapela, nato pa cerkev, je cerkev sv. Patrika postala katoliška stolnica, ko je leta 1848 Auckland postal škofija in ko se je Pompallier po obisku Francije in Rima aprila 1850 vrnil v Auckland in postavil mesto ( takrat glavno mesto Nove Zelandije) njegov sedež. Ta preprosta, navadna cerkev, ki sprejme 700 ljudi, je bila zgrajena iz lokalno pridobljene skorije in je imela zelo pomemben videz, podoben drugim, ki jih je takrat načrtoval Walter Robinson.
4. maja 1884 je bil položen temeljni kamen nove (24,4 m krat 12,2 m) ladje, stara kamnita cerkev pa je postala transept – oltar, za katerega je bila leta 1895 vzidana vdolbina na vzhodni steni. Arhitekt tega velikega dodatka je bil Edward Mahoney. Med letoma 1884 in 1885 je bila ladja podaljšana po Edvardovi shemi. Ladja je imela stolp, zvonove za to pa so prinesli iz Rima. Orgle so pripeljali iz oratorija Brompton v Londonu za 600 funtov. Nov dodatek je 15. marca 1885 odprl nadškof Redwood, nadškof Wellingtona.

## Trenutna stolnica

### Gradnja
Na prelomu stoletja se je znova izkazalo, da stolnica ne ustreza velikosti za rastoče prebivalstvo Aucklanda. Sin in arhitekturni partner Edwarda Mahoneyja, Thomas Mahoney, je pripravil načrte za rušenje kamnite cerkve in njeno zamenjavo z razširjenimi transepti. Leta 1907 je bila cerkev iz leta 1848 porušena, ladjo pa so razširili (za 12,2 metra), dodali svetišče, zgradili štiri zakristije in dve stranski kapeli ter dodali tri velike vhodne verande (ena je bila krstilnica). 23. februarja 1908 je na novo rekonstruirano stavbo – sedanjo stolnico sv. Patrika – odprl kardinal Francis Moran, sydneyjski nadškof, v navzočnosti kongregacije s kapaciteto 1300.:15

### Posvetitev in obnova
1. septembra 1963 je nadškof James Liston slovesno posvetil stolnico sv. Patrika, brez dolgov in zgrajeno iz trajnih materialov.
Obsežen obnovitveni program je bil zaključen leta 2007. To je vključevalo popolno preureditev notranjosti stolnice, vključno s preoblikovanjem kornega prostora v kapelo Najsvetejšega zakramenta postavitev slik Blažene Device Marije in svete družine na stranske oltarje v slogu ikon z velikim oltarjem, ki ga je nadomestil veliko dvignjeno ploščad, ki vsebuje oltar, škofov prestol, govorniški oder in krstilnik (z vodo, ki stalno teče proti severu). Druga značilnost stolnice je svilena tapiserija, ki visi na zahodni steni severnega transepta od leta 1989.

## Povezave
Vinska trta zunaj stolnice naj bi izvirala iz trte, ki jo je na Novo Zelandijo prinesel škof Pompallier.
Leta 1940 je, po maši zadušnici v baziliki Srca svetega v Wellingtonu in potovanju z vlakom, truplo novozelandskega premierja Michaela Josepha Savagea, ki je umrl na položaju, počivalo v stolnici, preden so ga pokopali na Bastion Pointu, kjer je bil zgrajen Savageov spomenik.
Stolnica sv. Patrika (zlasti njen zvonik) je bila vrhunska lokacija v filmu The Navigator: A Medieval Odyssey iz leta 1988, ki ga je režiral Vincent Ward.
George Michael Lenihan OSB (1858–1910), peti škof Aucklanda (1896–1910), in John Mackey (1918–2014), deveti škof Aucklanda (1974–1983), sta pokopana v stolnici.

## Galerija
- Zahodna vrata in zvonik
- Severna stran
- Orgle in galerija (2009)